# Гідроциліндр
Гідроцилі́ндр (Пневмоциліндр), (рос.гидроцилиндр (пневмоцилиндр); англ. hydraulic cylinder; нім. Zylinder m) - об'ємний гідродвигун (пневмодвигун) зі зворотно-поступальним рухом вихідної ланки. Основним видом гідроциліндра є гідроциліндр (пневмоциліндр) поршневого типу. Часто до групи гідроциліндрів відносять, також, плунжерні, мембранні і сильфонні гідро- (пневмо-) двигуни.

Поршневий пневмоциліндр двосторонньої дії з одностороннім штоком

## Гідроциліндри поршневого типу

### Гідроциліндри односторонньої дії

Пневмоциліндр односторонньої дії

Висунення штока здійснюється за рахунок створення тиску в поршневій порожнині при подачі робочої рідини, а повернення в початкове положення — пружиною або гравітаційною силою.
Зусилля, що створюється гідроциліндрами з пружиною, за інших рівних умов менше від зусилля, створюваного гідроциліндрами двосторонньої дії, за рахунок того, що при прямому ході штока необхідно долати зусилля стиснутої пружини.

### Гідроциліндри двосторонньої дії

Гідроциліндр двосторонньої дії

Як при прямому, так і при зворотному ході поршня, зусилля на штоку гідроциліндра створюється за рахунок створення тиску, відповідно, у поршневій або штоковій порожнині.
Слід мати на увазі, що при прямому ході поршня зусилля на штоку дещо більше, а швидкість руху штока менша, ніж при зворотному ході — за рахунок різниці в площі, до якої прикладений тиск робочої рідини (ефективна площа). Такі гідроциліндри здійснюють, наприклад, підйом-опускання робочих органів бульдозера.

### Телескопічні гідроциліндри

Телескопічний гідроциліндр

Такі гідроциліндри застосовуються у тому випадку, якщо при невеликих розмірах самого гідроциліндра необхідно забезпечити великий хід штока.
Вони здійснюють, наприклад, підйом-опускання кузовів в багатьох самоскидах.

## Мембранні пневмоциліндри

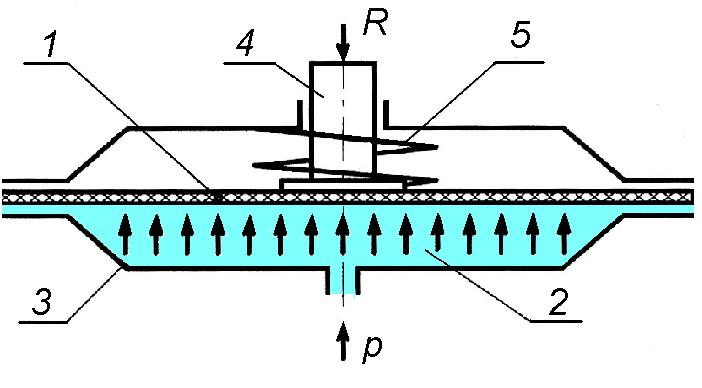
Мембранний пневмоциліндр: 1-Диск мембрани; 2-Робоча камера; 3-Корпус; 4-Шток; 5-Пружина

Мембранні пневмоциліндри також належать до пневмодвигунів дискретної дії з лінійним зворотно-поступальним рухом вихідної ланки — штока. У порівнянні з поршневими пневмоциліндрами вони простіші у виготовленні через відсутність точних контактних поверхонь, мають високу герметичність робочої камери, не потребують змащення і якісного очищення стиснутого повітря. Проте їм притаманні недоліки: обмеженість довжини ходу, змінне вихідне зусилля, що залежить від прогину мембрани.
Найпоширеніші мембранні пневмоциліндри односторонньої дії із зворотною пружиною. Використовуються в обладнанні, де вимагаються значні зусилля при відносно малих переміщеннях (затискування, фіксація, перемикання, гальмування тощо).
У мембранному пневмоциліндрі односторонньої дії плоска мембрана 1 защемлена по контуру між корпусом і кришкою 3. Внутрішній діаметр защемлення D називають діаметром заправлення мембрани. Оскільки не все зусилля від тиску повітря у робочій камері передається штоку, так як частина мембрани контактує з корпусом, то його розраховують за ефективною площею Fe, яка є меншою від геометричної. При малих прогинах мембрани
{\displaystyle F_{e}={\frac {\pi }{12}}\left(D^{2}+Dd+d^{2}\right),}
де d - діаметр опорного диска мембрани на штоці.